# Pooja Mor
Pooja Mor (6 de noviembre de 1991) es una modelo india y exparticipante de concursos de belleza. Pooja Mor debutó como modelo en el evento de Louis Vuitton, Cruise 2016 en Palm Springs.

## Carrera
Mientras estaba en la universidad, Pooja Mor ganó un concurso de belleza regional en 2012. Después de sus estudios, dejó Gujarat y le dijo a sus padres que se iba de vacaciones, en vez de eso se fue a Delhi para modelar. Durante este tiempo entró en su segundo concurso de belleza, Indian Princess 2013 y representó a su ciudad natal. Pooja Mor perdió ante Jannatul Ferdoush Peya y Sharan Fernandes. Pooja Mor y Jannatul Peya se volvieron a cruzar en Indian Princess 2013, ambas compartieron la portada de octubre de 2016 Vogue India.
Trabajando como modelo en Delhi, Pooja figuró en la edición de noviembre de Femina India en 2013. Fue contratada por la agencia indian Anima Creative Management. Mientras trabajaba en India, otra modelo publicó una foto de ella en Instagram y Elite Nueva York se interesó y la contrataron en 2015.
Su debut fue en el evento de Louis Vuitton Cruise Show en 2016. En primavera/verano 2016, Pooja Mor se cayó en el desfile. En 2016, Mor se mudó a Nueva York para obtener más posibilidades de trabajo.
Ha desfilado para Stella McCartney, Roberto Cavalli, Louis Vuitton, Givenchy, Alexander McQueen, J.W Anderson, Dolce & Gabbana, Prabal Gurung, Altuzarra, Elie Saab y Topshop. Mor ha aparecido en las portadas de Vogue Italia, Vogue Arabia, Vogue India, Numéro China, Simon, Verve India y Harper's Bazaar India. Steven Meisel ha fotografiada a Mor para Vogue Italia, Patrick Demarchelier, Willy Vanderperre, y Charlotte Wales han fotografiado a Pooja para Vogue Estados Unidos.